# Gymnázium Přírodní škola
Gymnázium Přírodní škola je nezisková organizace, zapsaný ústav, zařazený do sítě škol Ministerstva školství, mládeže a tělovýchovy ČR. Škola byla založena v roce 1993 jako alternativa k velkým státním gymnáziím. Sídlí v Prusíkově ulici č. 2577/16 v Praze 5 - Stodůlky, v pořadí již na pátém místě v rámci Prahy.
Jedná se o osmileté gymnázium, jehož heslem je "Cesta jako cíl". Zakladatelem školy je František Tichý, který na konci školního roku 2023/24 předal funkci ředitele Marku Maturovi. Specifický pedagogický systém školy si klade za cíl rozvíjet samostatnost a vlastní odpovědnost studentů sama za sebe a své vzdělání s důrazem na práci v a pro kolektiv. Důležitou základní tezí školy je, aby byla plnohodnotným životem tady a teď a ne pouze přípravou na život v budoucnu. Sama škola je jedno větší společenství, v kterém každý zná druhého jménem. I z toho důvodu je kapacita školy stanovena na přibližně 100 studentů, což zaručuje malý, vzájemně provázaný kolektiv.
V roce 2017 o pedagogickém systému Přírodní školy, inspiracích a principech vyšla v nakladatelství Geum kniha Výchova jako dobrodružství. Jejím autorem je zakladatel školy František Tichý. V obecnější rovině se věnuje výchově dětí a dospívajících, představuje konkrétní doporučení z praxe. Součástí jsou i vyprávění a zkušenosti studentů a absolventů. Kniha Přírodní škola, cesta jako cíl (2011) popisuje vývoj školy od založení v roce 1993 a rozebírá konkrétní prvky a organizaci života školy.

## Zajímavost
Žáci z Přírodní školy založili v roce 2010 webovou stránku Vedem, věnovanou dětem v Terezíně během druhé světové války, a jeden z učitelů školy napsal knihu Princ se žlutou hvězdou o chlapci Petru Ginzovi, redaktorovi časopisu Vedem, který zahynul v Osvětimi. Časopis Vedem si založili chlapci ve věku 12–15 let samizdatem, půjčovali si ho tajně, zveřejňovali v něm své básně a povídky a hlavně články o životě v terezínském ghettu. Později přidali časopisy Kamarád, Domov a Rim Rim Rim. Všechny skeny dochovaných výtisků jsou na stránce ke čtení. Mnohé z těchto textů žáci Přírodní školy přepsali, uspořádali do logických celků a sestavili výmluvný přehled o životě v terezínském táboře. Natočili také scénky z terezínského života, rozhovory s pamětníky, dětské opery a hry apod. Nyní práce pokračují pod jménem projektu Terezínská štafeta.